# Conostegia jaliscana
Conostegia jaliscana är en tvåhjärtbladig växtart som beskrevs av Paul Carpenter Standley. Conostegia jaliscana ingår i släktet Conostegia och familjen Melastomataceae. Inga underarter finns listade i Catalogue of Life.